# KBSワールドラジオ
KBSワールドラジオ（ケイビーエスワールドラジオ、英語: KBS WORLD Radio）は、大韓民国（韓国）の韓国放送公社（KBS）が行っている海外向け放送（国際放送）である。

## 概要
1953年8月15日に「自由大韓の声」（韓: 자유 대한의 소리,英語: Voice of Free Korea）として開局し、在韓米軍向け英語放送を開始した。当初は15分間の放送であった。その後1955年12月1日から、在日同胞及び李承晩ラインの制定により、韓国側に拿捕された日本人船員の安否情報放送のため日本語放送が開始された。このような内容の放送は、朴正煕政権時代の1965年に日韓基本条約が締結される頃まで続いた。1974年3月3日に「ラジオ韓国」（韓: 에서 라디오 한국,英語: Radio Korea）に改称された。1994年8月からは英語の正式名を「Radio Korea International」(RKI）に改称し、2005年3月3日に「KBS WORLD Radio」（KBSワールドラジオ）に改称し、現在に至る。
現在は、韓国語・英語・日本語・中国語・アラビア語・インドネシア語・フランス語・ロシア語・ドイツ語・スペイン語・ベトナム語の11言語を使って、ラジオ（短波、中波とインターネットで全世界に向けて放送されている。
なお、韓国語放送は우리말（ウリマル、「私たちの言葉」という意味）放送の名称で案内されている。朝鮮語の呼称問題の項目を参照。
短波23波、中波1波 （KBS韓民族放送第2放送の空き時間を国際放送に使用） の体制で、中波（1170kHz）は市販されている一般的なAMラジオでの聴取も可能である。KBS国際放送の全放送時間は、11言語で、全周波数で、一日に約93時間実施している。（2006年6月現在）。2000年代以降からはインターネット放送も実施している。
放送開始の約5分前から韓国民謡の「月よ月よ」のメロディーのインターバル・シグナル（IS）が流される（時間帯によっては流されない）。現在、各言語の放送開始時には「黎明」というオリジナル曲が流されて放送時間と周波数のアナウンスが行われる。

## 年表

### 1950年代
- 1953年8月15日 -「自由大韓の声」（英語：Voice of Free Korea）の名称で在韓米軍向けの英語放送（中波）開始
- 1955年12月1日 - 貞洞からの15分間の日本語放送（中波、初の海外向け放送）開始
- 1956年6月30日 - 水原送信所に短波送信機設置（出力100kW）
- 1957年6月1日 - 日本語放送30分×3回（21:30 - 22:00）に拡大
- 同9月2日 - 朝鮮語放送開始
- 1958年4月10日 - フランス語放送開始

### 1960年代
- 1960年3月1日 - 英語放送とフランス語放送をヨーロッパへ送信開始
- 同年10月15日 - 短波放送開始（9640kHz,50kW）
- 同年5月1日 - 日本語放送を45分に拡大
- 1961年2月13日 - ロシア語放送開始
- 同年7月1日 - 名称が「自由大韓の声」（Voice of Free Korea）から「ソウル国際放送局」（Seoul International Broadcasting）へ改称、日本語放送を1時間に拡大
- 1961年8月10日 - 中国語放送開始
- 1962年1月27日 - 社屋を南山（オフィスは2階、スタジオは1階）に移転
- 同年3月1日 - 日本語放送、釜山と江陵からの中波での日本語放送開始
- 同年4月 - 日本向け放送時間を6時間30分に拡大
- 同年8月19日 - スペイン語放送開始
- 1965年9月2日 - 日本語放送「玄海灘に立つ虹」放送開始
- 同年12月31日 - 日本語放送の年末恒例番組であった「アナウンサーオンパレード」放送開始
- 1968年7月25日 - ソウル国際放送局・ソウル中央放送局・ソウルテレビジョン放送局が統合して国営中央放送局開局（現：KBS）開局

### 1970年代
- 1970年9月9日 - ベトナム語放送開始（のちに廃止するが再開）
- 1971年 - 中波放送を500kWに増力
- 1973年3月3日 - 国営中央放送局（国営放送）から公共放送の韓国放送公社（KBS）に移行
- 同年4月1日 - 名称が「ソウル国際放送局」（Seoul International Broadcasting）から「ラジオ韓国」（Radio Korea）に改称
- 同年5月 - 本格ベリカード発行開始
- 同年9月 - モニター委嘱制度開始
- 1975年6月2日 - インドネシア語放送開始
- 同年9月10日 - アラビア語放送開始、日本語放送を2系統に変更、金堤送信所完成
- 1976年11月1日 - 社屋を汝矣島（国際放送は5階）に移転
- 1979年7月16日 - 日本語放送時間を2時間30分に、再放送含め1日11時間に拡大

### 1980年代
- 1980年10月26日～11月11日 - 日本語放送開始25周年記念企画「日本縦断プロジェクト」（アナウンサーが日本の6都市を2週間で訪問するもの）実施
- 同年11月30日 - KBS別館（旧東洋放送社屋、国際放送は7階、スタジオは5階）に移転
- 1981年5月1日 - ドイツ語放送開始
- 同年12月1日 - 日本語放送の恒例番組「韓国歌謡コンクール」放送開始
- 1982年6月1日～1986年11月 - 在日コリアン2・3世向け日本語放送（30分間）開始
- 1983年6月1日 - ポルトガル語放送開始（～1994年10月31日）
- 1985年6月1日 - イタリア語放送開始（～1994年10月31日）
- 同年10月 - 日本人校閲員制度開始
- 同年12月1日 - 日本語放送開始30周年記念ツアーリスナー訪問団が日本語放送を訪問
- 1986年12月1日 - 日本語放送時間2時間に短縮
- 1988年9月17日～10月2日 - ソウルオリンピックの放送

### 1990年代
- 1990年4月2日 - ラジオ・カナダ・インターナショナル（RCI）との交換送出協定締結
- 1991年12月1日 - 再び本館に移転
- 1993年05月 - 英国放送協会（BBC）との交換送出協定締結
- 1994年8月15日 - 名称が「Radio Korea」から「Radio Korea International」 (RKI) に改称
- 1995年4月3日 - KBS釜山放送総局からの中波の中継廃止
- 同年7月31日 - 日本語放送のニュースを生放送で送出（～1996年3月31日）
- 1997年11月3日 - ニュースのインターネット放送開始
- 1999年 - 人気短波放送局ランキング1位（～2004年、日本短波クラブ調べ）

### 2000年代
- 2000年3月3日 - 「玄海灘に立つ虹」放送1万回達成、NHKラジオ第1放送と同時放送
  - 7月 - 10か国語のホームページ開設
- 2001年11月22日 - 2002 FIFAワールドカップ1年前番組をTBSと共同制作
  - 12月1日 - 磁気テープを廃止し、デジタル編集送出システムの運用を開始
- 2002年5月3日 - NHKラジオ第1放送との同時生放送。
  - 6月 - 2002 FIFAワールドカップの放送
- 2003年8月15日 - 開局50周年 World Radio Networkを通じて衛星ラジオ放送開始
- 2004年1月14日 - 「玄海灘に立つ虹」放送1万1千回達成
  - 9月3日 - DRM放送開始（欧米向けのみ）
  - 9月11日 - FM NORTHWAVEとの共同企画コンサートLIVE KJ CONNECTION実施
- 2005年3月3日 - 名称が「Radio Korea International」（RKI）から「KBS WORLD Radio」（KBSワールドラジオ）に改称。ベトナム語放送開始（再開）。
  - 11月3日 - NHKラジオ第1放送との同時生放送実施。ただし、途中で回線が切れる放送事故が発生し、放送終了時間まで復旧せず。
  - 12月1日 - 日本語放送50周年 記念番組の放送、記念誌『KBS日本語放送 半世紀の物語』やベリカードが制作された。
- 2006年11月1日 - 日本語放送の音楽番組SUNDAY MUSIC POWERを、interest.TVを通してDoCoMo、au向けの携帯配信開始。短波放送に替わる新たな伝送路の開発を急いでいる。
  - 2006年 - 長年使用されてきた華城送信所（5975KHz、6135KHz）が、送信機の老朽化や放送の合理化・経費削減のために使用中止された。当初は11月下旬に終了される予定だったが、2007年1月に正式に廃止された。

### 2010年代
- 2010年1月 - KBS韓民族放送（한민족 방송）：旧称：社会教育放送、コールサイン：HLCA）を 6015kHzで送信するために2007年1月に廃止された水原の華城送信所（100kW）の短波送信施設を再開。
- 同年8月2日 - KBSワールドラジオが公式サイトで24時間のインターネット放送を開始。

## 日本語放送
1955年12月1日に日本語放送は開始された、韓国初の海外向け放送である。（朝鮮語放送よりも実施が早かった。）
在日同胞及び李承晩ラインの制定により、韓国側に拿捕された日本人船員の安否情報放送のため日本語放送が開始された。このような内容の放送は、朴正煕政権時代の1965年に日韓基本条約が締結される頃まで続いた。
1961年  - 1987年までの韓国は、軍事政権時代で言論の自由が規制されていた時代のため、終始、堅苦しく暗い雰囲気の放送内容であった。1987年の民主化宣言以降、娯楽色の強い明るい雰囲気の放送内容になった。
1970年代 - 1980年代の「BCLブーム」の頃には1回2時間半の放送を1日6回行っていた。
なお、過去には1962年 - 1995年までKBS釜山放送総局（891KHz）とKBS蔚山放送局（1449KHz）の第1ラジオ（中波）を使って、24時から1時の1時間（1987年と1988年のサマータイム実施時は、日本標準時では23時から24時）放送したことがあったが、日本の放送局との混信により、日本での受信が困難になったことから、現在は廃止されている。
2004年頃の日本での「韓流ブーム」（韓国ドラマ）の影響で、新しいリスナーも増えており、番組内容はかなり娯楽色の強いものに変わってきている。日本語放送では午後8時からは中波でも放送が行われておりAMラジオ（1170KHz）でも受信が可能である。2000年代以降からはインターネット放送を実施している。
1970年代 - 1980年代の「BCLブーム」の頃には「ラジオ韓国」の名称で日本のリスナーに親しまれていた。
1994年 - 2005年の間に、海外放送の呼称が「Radio Korea International」（RKI）だった時期も2005年3月に「KBS WORLD Radio」に改称されるまで、日本語放送では、従来からの「ラジオ韓国」の名称を名乗っていた。1965年9月から始まったリスナーとの交流番組『玄海灘に立つ虹』は人気長寿番組として有名である。

## 放送時間・周波数
現在、日本語放送は17:00開始の分を初回の本放送として、18:00、20:00、翌日10:00、11:00から、1日に各1時間で4回の再放送が行われる。基本的に事前収録で同一の内容が放送されるが、緊急ニュースがあった場合には冒頭のニュースは差し替えられる。また年末の特別番組についても、元日10時には放送されず（年が明けてから年末の番組を流すのはおかしいため）、その日の番組の初回放送（17:00以降が再放送）となる。
- 2024年1月1日 から[1]

| 放送時間（JST） | 周波数（kHz） |
| --------------- | ------------- |
| 17:00 - 18:00   | 6155          |
| 18:00 - 19:00   | 6155          |
| 20:00 - 21:00   | 1170          |
| 10:00 - 11:00   | 11810         |
| 11:00 - 12:00   | 11810         |

- 17:00以降の番組は再放送となる
- JST=UTC+9

### 送信所
韓国国内の送信所は、全て韓国放送公社(KBS)の自社所有である。
- 金堤送信所：全北特別自治道金堤市 - 金堤送信所の送信アンテナは、北緯35度50分00秒 東経126度50分00秒 / 北緯35.83333度 東経126.83333度付近にある
- 華城送信所：京畿道華城市（2007年廃止するが、2010年再開）

海外送信
- イギリス・スケルトン送信所（英国放送協会（BBC） 所有） - 過去に中継国際放送を実施していた。
- カナダ・サックヴィル送信所（カナダ放送協会（CBC）所有） - 過去に中継国際放送を実施していた。

## インターネット放送
- パソコンの場合、日本語放送公式サイトの右上の「Ch 1」または「Ch 2」より聴取できる。

「Ch 1」では、日本語を含む11言語で放送されており「Ch 2」では日本語放送のみ行われている。放送内容は両者ともラジオと同じ。
スマートフォンの場合、上記サイトの下の再生マークより聴取できる。「Ch 2」への切り替えは、マイクアイコンをタップすると出現する「On-Air」から切り替えられる。
- 過去の放送はListen Audio Againl KBS WORLDより聴取できる。

## 主な番組
ニュースは日曜を除いて毎日放送される。
- 月曜日 - 木曜日：『玄海灘に立つ虹』
- 月曜日 - 水曜日：『ドラマ韓国語』
- 月曜日：『国楽の世界へ』
- 火曜日：『ラジオ図書館』
- 水曜日：『ソウル発平壌は今』
- 金曜日：『金曜ステーション』
- 土曜日：『K-POP INDEX』（最終週は『K 音楽研究会』）
- 日曜日：『歌謡ジュークボックス』

### 過去に放送されていた主な番組
- 『K-POPフリーク』（2009年5月 - 2010年4月。毎月最終日曜日に放送）
- 『新発見!韓国人物語』
- 『たとえば…こんなラジオ』
- 『アンニョンハシムニカ ソウルです』（注：フランス語、英語、インドネシア語、ドイツ語、アラビア語、中国語、ロシア語放送では現在も放送中）
- 『チェミイッヌン韓国語会話』
- 『北韓の実情』
- 『ラッコのいきいき週末』
- 『ソウルリポート』（2004年1月 - 2008年4月）
- 『韓国こころの旅』（2004年1月 - 2006年4月）
- 『KBSマガジン』
- 『ヨボセヨコーナー』
- 『クリック韓国の歴史』（2004年11月 - 2007年5月）
- 『ワンダフルコリア』
- 『ゴールデンリクエスト』
- 『文化サロン』（ - 2010年4月）
- 『オソオセヨ!韓国の旅』
- 『マシッソヨ!韓国』
- 『おしゃべりラジオ』
- 『わくわく韓国ディープな旅』
- 『金曜座談会』（2003年1月 - 2019年12月）
- 『週間経済フォーカス』（2006年4月 - 2022年1月）
- 『土曜ステーション』

## 日本語放送出演者
日本語班ではほとんどの出演者にニックネームを付けている。また、KBSもしくは国際放送チームに正式に所属していない出演者（フリーアナウンサー、作家等）もいる。また、子供の頃に日本に住んでいたスタッフもいる。
読み、ニックネーム、出演開始年月の順で列挙する。
- 史裕珍（サ・ユジン、ひまわり、1996年1月 - 2010年9月、2011年7月 - ）現日本語班チーフ。「ソウル発平壌は今」、「金曜ステーション」、ニュース担当。産休により一時降板し2011年7月現場復帰。
- 金明順（キム・ミョンスン、マルコメのお母さん、1989年 - ）作家。「玄海灘に立つ虹」（火 - 木）担当。
- 劉昌模（ユー・チャンモ、すきま、1992年4月 - ）KBS日本語班アナウンサー。「玄海灘に立つ虹」（水）、「ソウル発平壌は今」(木) 、ニュース担当。
- 金我宣（キム・アソン、ソウルのアリス、2000年11月 - ）翻訳家、TBSラジオの「荒川強啓 デイ・キャッチ!」内の「噂の調査隊」や同局の番組「ニュース探究ラジオ Dig」など、韓国の話題が取り上げられる時に不定期で出演することがある。「玄海灘に立つ虹」（火）担当。釜山出身。
- 兪信汀（ユ・シンジョン、イルカ、2003年10月 - ）「新発見!韓国人物語」（終了）、「オソオセヨ!韓国の旅」（終了）、「玄海灘に立つ虹」（木）担当していた。現在は「ラジオ図書館」を担当。
- 中枝紫織（なかえだしおり、2007年5月 - ）鳥取県出身。毎日放送、毎日新聞を経て韓国に。「玄海灘に立つ虹」（木）、「K-POP INDEX」（土）、「歌謡ジュークボックス」（日）を担当。
- 申龍（シン ヨン、ドクター・シン、1997年11月 - 2008年5月、2011年7月 - ）韓国音楽評論家、日本マニア、昆虫・爬虫類研究家、音楽プロデューサー。「玄界灘に立つ虹」、「K音楽研究所」担当。
- 南祐恵（ナム・ウヘ、2013年1月 - ）ニュースを担当。
- 金寶愛（キム・ボエ、2014年4月 - ）「国楽の世界へ」（月）を担当。
- 具慧仁（ク・ヘイン、ラムちゃん）
- 小須田秀幸（こすだひでゆき、2019年1月 - ）ニュースを担当。
- 鄭定林（チョン・ジョンリム、2008年9月 - ）日本語班のオーディションに合格して新メンバーに。ニュース担当。
- 李振絢（イ・ジンヒョン、2017年 - ）「K-Culture Inside」（「K-POP INDEX」内）を担当していた。現在はニュース担当。
- 金喩眞（キム・ユウジン、2019年9月 - ）ニュースを担当。
- 曺美樹（チョウ・ミス、2020年8月 - ）「金曜ステーション」担当。
- 武田裕光（たけだひろみつ、2019年3月 - ）「玄海灘に立つ虹」（木）担当。

### 過去の日本語放送出演者
- 金孝宣（キム・ヒョソン、ラッコ、1993年1月 - 2012年10月）元日本語班チーフ（2009年1月 - 2012年10月、11代目）。「玄海灘に立つ虹」統括PD。日本語班スタッフ一の「下戸」である。ニュース担当。現在は国際放送報道チームに在籍。
- 笹部佳子（ささべよしこ、ささ姫、2004年4月 - 2012年12月）福岡県北九州市出身。神戸学院大学法学部法律学科卒業。元NHKアナウンサー。現在は韓国を拠点に活躍中。「玄界灘に立つ虹」（金）担当。
- 金鉉起（キム・ヒョンギ、ヒョン様、2003年11月 - 2009年4月）韓国で活躍しているコメディアン。2008年度の、NHK教育「テレビでハングル講座」にレギュラー出演。現在は東京世田谷に居を移し日本を中心に活躍中。
- 稲川英雄（いながわひでお、1985年10月 - 1986年10月）日本語放送初代校閲委員。TBSテレビ第1期アナウンサー。自由中国の声（現：台湾国際放送）の日本語アナウンサーとしても活躍していた。2004年3月5日、東京で死去。79歳。
- 本田雅嗣（ほんだまさつぐ、1986年10月 - 1994年10月）第二代校閲委員。元ラジオ大阪アナウンサー。引退後は大阪で韓国に関する講演を行っていた。元甲南大学講師。大阪ソウル会事務局長。2011年1月24日、大阪で死去。79歳。
- 二日市壮（ふつかいちそう、ワニ、1994年10月 - 2000年1月、2003年1月 - 2006年8月）兵庫県西宮市出身。元NHK記者。校閲委員として2期在籍。仁川大学日語日文科客員教授を歴任。現在は北海道弟子屈町在住。
- 榊原陽一郎（さかきばらよういちろう、2000年1月 - 2001年1月）元校閲委員。元山陽放送アナウンサー。調理師の資格もあり現在は料理研究家としても活躍。
- 細川忠増（ほそかわただます、サザエのお父さん、2001年1月 - 2003年1月）元校閲委員。NHKを定年退職した翌日にKBSに赴任。元NHK記者。現在、広島県廿日市市のさくらぴあ館長。
- 矢野敏行（やのとしゆき、ムーミンパパ、2006年9月 - 2009年9月）福岡県北九州市出身。前校閲委員、元NHK北九州放送局長。NHK時代は記者をしていた。
- 幸田儔朗（こうだともお、シャチ、2009年9月 - 2012年9月）元校閲委員。「玄界灘に立つ虹」（木）、「解説」を担当。元（財）NHK放送研修センター日本語センター部長・エグゼクティブアナウンサー。
- 李海玉（イ・ヘオク、アラレ、1980年1月 - 2002年）元日本語班チーフ。現在は海外向け朝鮮語放送（우리말：ウリマル）チーフ。
- 金成秀（キム・ソムス、鬼のチーフ）元日本語班チーフ。BCLブーム最盛期の頃のチーフ。「鬼のチーフ」としてリスナーにも知られていた。現在はKBSを退社。
- 朴秀香（パク・スーヒャン、バンビ）BCLブームの頃、彼女の写真がベリカードとして発行されていた時期があった。現在はロサンゼルス在住。
- 金聖範（キム・ソンボン、親だぬき、パパ狸、1968年3月 - 1983年12月）元日本語班チーフ。日本語班でニックネームがつけられるようになった最初の出演者。BCLブーム最盛期の頃のチーフ。現在は日本語学校の講師として活躍。2011年9月「玄海灘に立つ虹」に朴錦穂（子だぬき）と共にゲスト出演した。
- 朴容順（パク・ギョンスン）元日本語班チーフ。BCLブーム最盛期の頃のチーフ。かつては日本語放送の看板女性アナだった。
- 朴錦穂（パク・クムス、子だぬき）金聖範アナと「玄界灘に立つ虹」で共演していたことから「子だぬき」と呼ばれるようになった。現在は福岡県北九州市在住。2011年9月「玄海灘に立つ虹」に金聖範（親だぬき）と共にゲスト出演した。
- 鄭英子（チョン・ヨンジャ、郵便屋さん）元日本語班アナウンサー。「KBSマガジン」担当。1995年春に死去。亡くなる直前まで出演していた。
- 朴龍太（パク・ヨンテ、弁慶）元日本語班アナウンサー。現在はKBS国内放送PD。弁慶というニックネームは山田耕嗣氏が名付け親。
- 盧順子（ノ・スンジャ）元日本語班アナウンサー。「アンニョンハシムニカ　ソウルです」担当。
- 尹錫姸（ユン・セジョン）元日本語班アナウンサー。
- 田村倭子（たむらしずこ）日本語放送初の日本人DJ。当初は日本国内のリスナーだったが韓国人男性と結婚しソウルへ。「倭子と共に」という番組を担当していたが、不慮の事故により死去。
- 乾浩（いぬいひろし、2003年6月 - 2007年5月）元NHKワールド・ラジオ日本朝鮮語班AD。韓国在住。現在、嶺南大学校日本語日本文学科副教授。お笑い芸人の犬井ヒロシとは別人。
- 徐柔美（ソ・ユミ、2005年8月 - ）元お便り係。
- 金珠英（キム・ジュヨン、プリンちゃん、2005年1月 - 2006年10月）日本語班初の一般公募での採用スタッフ。ソウルリポート担当。
- 菅野朋子（かんのともこ、2006年4月 - 10月）宮城県出身。中央大学文学部卒業後、出版社勤務。その後、カナダ・カールトン大学で朝鮮語を修得。韓国延世大学付属語学堂に留学。日本で週刊誌記者を経てフリーのノンフィクションライターに。韓国在住。ソウルリポート担当。
- 深野正一（ふかのしょういち、ニコニコマン、2004年3月 - 2005年6月[玄海灘に立つ虹]、1997年8月 - 1998年2月[RKI　REPORT留学生コーナー]）日本のサラリーマン（ソニー）から転身し延世大学語学堂、ソウル大国際大学院韓国学専攻修了、在韓日本大使館公報文化院専門調査員、文部科学省ソウル日本人学校国際交流ディレクターを経て、現在ソウル在住。95年上半期RKI模範リスナー(日仏独インドネシア語放送から選出)。
- 芳賀恵（はがめぐみ、2006年4月 - 2007年4月）元北海道放送報道部記者。「週間経済フォーカス」担当。現在は、地元北海道を拠点とし、映画ドラマの字幕、韓国関連の翻訳を手がけ、日韓をまたにかけて活躍中。
- 金哲秀（キム・チョルス、オニギリ）梨花女子大学教授。
- 戸田郁子（とだいくこ、2006年11月 - ）韓国に15年滞在。その後、家族で中国吉林省延吉市、南京に移住した後、再びソウルに戻り在住。
- 玉川亜紀（たまがわあき、2005年11月 - 2007年1月）和歌山県出身。ソウル在住の料理研究家。
- 山田耕嗣（やまだこうじ、猫屋敷、2004年4月 - 2007年1月）放送評論家。出演番組でBCL情報を提供していた。2008年8月19日死去。日本語放送を開始当初から聞いており、日本語放送の優秀リスナー第一号でもあった。
- 金貴愛（キム・キエ）日本語放送初代アナウンサー。
- 鄭玉基
- 李愚佰（イ・ウベク、1958年2月 - 1969年6月）日本語放送初代アナウンサー。日本語放送アナウンサー募集で百数十人の応募の中から唯一人選ばれた。
- 坂野慎治（ばんのしんじ、ばんちゃん）愛知県東海市出身。梨花女子大学通訳翻訳大学院講師。
- 金恵媛（キム・ヘウォン、みかん、2003年10月 - 2004年3月）「玄界灘に立つ虹」で、二日市氏とコンビで出演していた。ムグンファ号の車内で流れる日本語アナウンスは彼女によるものである。
- 嶋田浩二（しまだこうじ、シマウマ）
- 張智彦（ちゃんともひこ、2007年4月 - 2008年3月）元毎日新聞記者。週間経済フォーカス担当。
- 出石直（いでいしただし、2007年8月 - 2009年2月）NHKソウル支局長（出演当時）。「金曜座談会」出演。
- 堀山明子（ほりやまあきこ、2006年5月 - 2009年3月）東京都出身。毎日新聞ソウル特派員（出演当時）。「金曜座談会」コメンテーター。毎日新聞で、コラム「韓流ざんまい」を執筆。
- 東 隆志（あずまたかし、2008年4月 - 2009年8月）「週間経済フォーカス」担当。北海道出身。北海道大学大学院法学研究科国際関係IIコース修了後、東京へ上京、韓国産業銀行東京支店で2年間勤務。2003年より韓国に渡り、ソウル外国語高校で日本語講師として1年間働く。
- 山田多香子（やまだたかこ、タンポポ、2008年9月 - 2010年1月）韓国滞在は10年以上。「おしゃべりラジオ」担当。日本語放送のオーディションで採用。
- ユンナ（高潤荷、コ・ユナ、2009年5月 - 2010年4月）韓国と日本で活躍しているアーティスト。毎月最終日曜日の「K-POPフリーク」担当。
- 文壇悦（ムン・ダンヨル、ダニエル、2005年7月 - 2010年8月）「ピンとくるドラマ韓国語」担当。英語も堪能で韓国EBSにも出演。
- 古家正亨（ふるやまさゆき、あさがお、2002年10月 - 2010年9月）北海道出身。FM NORTH WAVEDJ。「SUNDAY MUSIC POWER」内の「KJ CONNECTION」担当。収録のため月に1度札幌からKBSのスタジオに通っていた。
- 金志硏（キム・チヨン、すみれ、2008年9月 - 2010年12月）「おしゃべりラジオ」担当。日本語班のオーディションで採用。以前にNHKソウル支局でインターンの経験有り。通訳士としても活躍中。2009年7月の放送で産休が発表され、既婚者だったことが明らかに。
- 車暎雅（チャ・ヨンア、カンナ、2008年9月 - 2010年12月）12歳まで日本で過ごす。「おしゃべりラジオ」担当。日本語班のオーディションで採用。2007年まで高校で英語の教師をしていた。
- 田中則広（たなかのりひろ、コボちゃん、1987年4月 - 1988年3月）延世大学朝鮮語学堂で研修中に日本語放送のオーディションで採用。「玄界灘に立つ虹」の「ソウル便り」を担当。その後、1991年4月にNHKにPDとして入局。現在研究職。
- 羽太宣博（はぶとのぶひろ、パッションはぶ様、2012年9月 - 2014年?月）元校閲委員。埼玉県出身。元NHK記者。NHK時代はシドニー特派員も務めた。ニュース、「玄界灘に立つ虹」担当。帰国後はNHKワールドで活躍。
- 金志景（キム・ジギョン、ギョンさん、2009年5月 - ?）釜山出身。「玄海灘に立つ虹」（金）担当。
- 高碩晙（コ・ソクシュン、2010年9月 - ?）「ピンとくるドラマ韓国語」担当。本業はコメディアン。
- 李姃善（イ・ジョンソン、2006年8月 - ?）
- 申周和（シン・ジュファ、2009年9月 - ?）ニュース（水）担当。
- 李地平（イ・ジピョン、2006年10月 - ?）LG経済研究所所員。
- 権真実（クォン・ジンシル、2008年1月～2017年3月）番組出演以前より「お便り係」として日本語班に在籍。「お誕生日コーナー」担当。
- 山之内扶（やまのうちたすく、ずっこけ吉田君、2007年5月 - 2008年12月、2010年9月 - ?）茨城県水戸市出身。「玄海灘に立つ虹」（水）担当の史裕珍が産休により一時降板したため再度担当。以前は「玄海灘に立つ虹」（水）のほか、「ソウルの箱庭」を担当していた。「吉田君」とは、2003年度NHK教育テレビジョン「アンニョンハシムニカ・ハングル講座」のスキットでの役名。
- 林美晶（イム・ミジョン、2007年12月 - ?）「ソウル発平壌は今」担当。
- 任栄信（イム・ヨンシン、2009年9月 - ?）「週間経済フォーカス」担当。
- 鄭求宗（チョン・クジョン、2000年10月 - ?）韓日未来フォーラム代表。東亜ドットコム社長。金曜座談会司会進行担当。
- 巡田忠彦（じゅんたただひこ、2006年9月 - ?）TBSソウル支局長。「金曜座談会」に出演。
- 伊藤良司（いとうりょうじ、2009年2月 - ?）NHKソウル支局長。「金曜座談会」に出演。
- 井田哲一（いだてついち、2008年4月 - ?）北海道新聞ソウル支局長。「金曜座談会」に出演。
- 黒田勝弘（くろだかつひろ、2008年4月 - ?）産経新聞ソウル支局長、元共同通信社ソウル特派員。在韓歴約30年。金曜座談会に出演し、大韓民国でよく知られる有名日本人の一人でもある。
- 箱田哲也（はこだてつや、2009年4月 - ?）朝日新聞ソウル支局長。金曜座談会に出演。
- 林炳杰（イム・ビョンゴル）KBS報道本部記者。金曜座談会に出演。
- 張済国（チャン・ジェ・クック）東西大学国際学部教授。金曜座談会に出演。
- 長谷川陽平（はせがわようへい、2010年9月 - ?）「キム・チャンワンバンド」のギタリスト。「SUNDAY MUSIC POWER」内で韓国のインディーズを紹介。俳優、竜雷太の息子。
- 岡留政嗣（おかどめまさつぐ、 ドラえもん、 2014年10月 - 2017年9月）校閲委員。元NHKアナウンサー。ニュース、「玄界灘に立つ虹」担当。
- 井田重利（いだしげとし、2014年11月 - ?）TBSソウル支局長。「金曜座談会」を担当。
- 金ユナ（キム・ユナ、2014年 - ?）「ホンデ通信」（「K-POP INDEX」内）を担当。
- 米村耕一（よねむらこういち、2015年7月 - ?）毎日新聞ソウル支局長。「金曜座談会」を担当。
- 池畑修平（いけはたしゅうへい、2015年9月 - ?）NHKソウル支局長。「金曜座談会」を担当。
- 牧野愛博（まきのよしひろ、2015年10月 - ?）朝日新聞ソウル支局長。「金曜座談会」を担当。
- 一色まゆみ（いっしきまゆみ、ノンノン、2001年10月 - 2011年11月、2016年1月 - ?）宮崎県出身。おしゃべりラジオ担当していた。病気療養で一時帰国中に韓国人男性と結婚。現在は「プサンリポート」（「玄海灘に立つ虹」内、第1木曜）を担当。
- 平井彩（ひらいあや、2017年3月 - ?）「玄海灘に立つ虹」（月）、「ドラマ韓国語」（土）を担当。
- 笹本晴茂（ささもとはるしげ、2017年9月 - 2019年1月）ニュースを担当。
- 李振絢（イ・ジンヒョン、2017年 - ?）「K-Culture Inside」（「K-POP INDEX」内）を担当。
- 趙眞九（チョ・ジング、2018年4月 - ?）慶南大学校極東問題研究所　助教授。「金曜座談会」司会を担当。
- 緒方義広（おがたよしひろ、2012年11月 - ）「とっておき韓国ノート」（「土曜ステーション」内）を担当。
- 南基正（ナム・キジョン、2012年11月 - ?）ソウル大学日本研究所 副教授。「金曜座談会」を担当。
- 浅田絵美（あさだえみ、マロン）「土曜ステーション」を担当。
- 趙容来（チョ・ヨンレ、2003年10月 - ）国民日報論説委員。「金曜座談会」に出演。
- 梁起豪（ヤン・キホ、2006年5月 - ）聖公会大学教授。「金曜座談会」出演。
- 金恵英（キム・ヘヨン、コアラ、1985年4月 - 2009年1月、2010年8月 - ）前の日本語班チーフ（2002年10月 - 2008年12月、10代目。2009年1月から国際放送チームエグゼクティブプロデューサー）。その昔、占い師に「放送関係の仕事をしなければ病気になる」と言われたというエピソードあり。すぐに人に抱きつく癖があるところからコアラのニックネームが付けられた。倉本裕基の大ファン。

## 備考
- 1955年の日本語放送開始時の女性アナウンサーを募集したのは放送開始の僅か2週間ほど前で、貞洞の局舎（当時）には200人を超える応募者達が殺到したという。その中から選ばれたのは鄭玉基と金貴愛の二人だった。また、男性アナも150人を超える応募があったが、唯一採用されたのは李愚佰だった。
- 1955年の日本語放送開始初期は「アリラン」を開始音楽に使用していた。
- 放送開始の5分前から韓国民謡の「月よ月よ」のメロディーのインターバル・シグナル（IS）が流される。時間帯によっては流されない。
- 各言語の放送開始時に流れる音楽は『黎明』というオリジナル曲で、KBS交響楽団の演奏によるもの。現在は新たにリメイクしたものが使われている。
- かつては、放送開始前に韓国の国歌（愛国歌）も演奏されていたが、現在は演奏されなくなった。
- ニュースのBGMは日本語放送のみ別の曲が使われており、他の言語では共通である（日本語放送でも2006年3月まで使われていた）。
- 6155kHzの使用を提案したのは山田耕詞氏である。
- 00531-22-0182にFAXすると無料でお便りや受信報告書が送れる。（ただし、一部IP電話からの送信は不可）
- ベリカードは3か月ごとに図柄が替わる。